# Жолобківська сільська рада
Жолобкі́вська сільська́ ра́да — адміністративно-територіальна одиниця та орган місцевого самоврядування в Шумському районі Тернопільської області. Адміністративний центр — село Жолобки.

## Загальні відомості
- Територія ради: 18,835 км²
- Населення ради: 486 осіб (станом на 2001 рік)

## Населені пункти
Сільській раді були підпорядковані населені пункти:
- с. Жолобки

## Склад ради
Рада складалася з 12 депутатів та голови.
- Голова ради: Окренець Віктор Сергійович
- Секретар ради: Куляс Галина Іванівна

### Керівний склад попередніх скликань
| Прізвище, ім'я, по батькові | Основні відомості                                                                       | Дата обрання | Дата звільнення |
| --------------------------- | --------------------------------------------------------------------------------------- | ------------ | --------------- |
| Окренець Віктор Сергійович  | Сільський голова, 1958 року народження, освіта вища, член Соціалістичної партії України | 26.03.2006   | 31.10.2010      |
| Окренець Віктор Сергійович  | Сільський голова, 1958 року народження, освіта вища                                     | 31.10.2010   |                 |

Примітка: таблиця складена за даними сайту Верховної Ради України

### Депутати
За результатами місцевих виборів 2010 року депутатами ради стали:

#### За суб'єктами висування
| Суб'єкт висування          | Кількість обраних депутатів | %    |
| -------------------------- | --------------------------- | ---- |
| Самовисування              | 10                          | 83,3 |
| Громадянська партія «Пора» | 1                           | 8,3  |
| Народна партія             | 1                           | 8,3  |

#### За округами
| № округу                   | Прізвище, ім'я, по батькові      | Дата визнання обраним | Освіта             | Партійна приналежність           | Відомості про обраного депутата                      |
| -------------------------- | -------------------------------- | --------------------- | ------------------ | -------------------------------- | ---------------------------------------------------- |
| Громадянська партія «ПОРА» |                                  |                       |                    |                                  |                                                      |
| 1                          | Зальопана Вікторія Вікторівна    | 01.11.2010            | середня            | член Громадянської партії «ПОРА» | тимчасово не працює                                  |
| Народна Партія             |                                  |                       |                    |                                  |                                                      |
| 12                         | Виштикалюк Роман Володимирович   | 01.11.2010            | середня            | позапартійний                    | тимчасово не працює                                  |
| Самовисування              |                                  |                       |                    |                                  |                                                      |
| 2                          | Лозовицька Оксана Дмитрівна      | 01.11.2010            | вища               | позапартійна                     | Жолобківська загальноосвітня школа І-ІІ ст., вчитель |
| 3                          | Ковальський Олександр Максимович | 01.11.2010            | середня            | позапартійний                    | тимчасово не працює                                  |
| 4                          | Іноземцева Ольга Мифодіївна      | 01.11.2010            | середня            | позапартійна                     | ЗАТ «Русина» м. Київ, продавець                      |
| 5                          | Іщук Михайло Вікторович          | 01.11.2010            | середня            | позапартійний                    | ЗАТ «Галичина», молокоприймальник                    |
| 6                          | Киричук Євгенія Василівна        | 01.11.2010            | середня спеціальна | позапартійна                     | ПП «Зеніт», бухгалтер                                |
| 7                          | Ліщук Наталія Федорівна          | 01.11.2010            | середня            | член Партії регіонів             | тимчасово не працює                                  |
| 8                          | Деньчук Сергій Іванович          | 01.11.2010            | середня            | позапартійний                    | тимчасово не працює                                  |
| 9                          | Куляс Галина Іванівна            | 01.11.2010            | середня спеціальна | позапартійна                     | Жолобківська сільська рада, секретар                 |
| 10                         | Гарбуз Олена Вікторівна          | 01.11.2010            | вища               | позапартійна                     | тимчасово не працює                                  |
| 11                         | Деньчук Лілія Пантеліївна        | 01.11.2010            | незакінчена вища   | позапартійна                     | тимчасово не працює                                  |